# Pholidocarpus
Pholidocarpus ist eine Pflanzengattung innerhalb der Familie der Palmengewächse (Arecaceae). Die etwa sechs Arten kommen von der Malaiischen Halbinsel bis Malesien vor.

## Beschreibung

### Habitus
Pholidocarpus-Arten sind große, einzelstämmige Fächerpalmen. Sie sind bewehrt. Der Stamm ist aufrecht und mit unauffälligen, ringförmigen Blattnarben besetzt. Die Palmen können mit 45 Metern sehr hoch werden.

### Blätter
Die Blätter sind induplicat gefaltet und costapalmat. Bei Jungpflanzen sind die Blätter marzeszent, verbleiben also nach dem Absterben an der Pflanze. Bei Palmen mit ausgebildetem Stamm fallen die Blätter nach dem Absterben unter dem eigenen Gewicht ab. Die Blattscheide zerfällt in eine Masse von verwobenen, rötlichbraunen Fasern. Der Blattstiel ist lang, kräftig und behaart. An der Oberseite ist er leicht gefurcht, an der Unterseite rundlich oder kantig. Die Ränder des Stiels sind mit kräftigen, waagrechten Stacheln besetzt. Die adaxiale Hastula ist gut ausgebildet, dreieckig, ringähnlich, die abaxiale Hastula ist unauffällig oder fehlt. 
Die Blattspreite ist entlang der adaxialen Faltkanten fast bis zur Hastula geteilt, so dass drei- bis vierfach gefaltete Segmente entstehen. Diese Segmente sind weiter unterteilt entlang der adaxialen Faltkanten auf zwei Dritteln bis der Hälfte des Blattradius, so dass einfach gefaltete Untersegmente entstehen.

### Blütenstände
Pholidocarpus-Arten blühen mehrmals. Die Blütenstände stehen zwischen den Blättern (interfoliar). Sie wachsen aus dem Blattscheidenmund und ragen bogig aus der Krone hervor. Bis zu fünf Blattachseln bilden gleichzeitig Blütenstände. Sie sind vierfach verzweigt. Der Blütenstandsstiel ist kräftig. Das Vorblatt ist röhrig, zweikielig und leicht aufgeblasen. Es gibt ein bis fünf Hochblätter am Blütenstandsstiel. Diese sind kräftig, röhrig und reißen im Alter unregelmäßig auf. Die Blütenstandsachse ist länger als der Stiel. Hier sind die Hochblätter eher entfernt stehend, jedes trägt einen Seitenast erster Ordnung. Die blütentragenden Achsen (Rachillae) sind kahl oder behaart, eher abstehend, und tragen die Blüten in spiraliger Anordnung. Die Blüten stehen einzeln oder zu zweit oder dritt auf niedrigen Erhebungen. Sie stehen in den Achseln von kleinen, dreieckigen Hochblättern und besitzen jede eine kleine Brakteole. 

### Blüten
Die Blüten sind zwittrig, sitzend und goldgelb. Der Kelch ist becherförmig, flach dreizipfelig und kahl bis leicht behaart. Die Krone ist fast bis zur Basis in drei dreieckige, valvate, kahle bis leicht behaarte Zipfel geteilt. Es sind sechs Staubblätter vorhanden, deren Filamente zu einer auffälligen Röhre verbunden sind, aber nicht mit der Krone verbunden. Die Röhre ist flach sechslapig, mit kurzen, schlanken freien Filamenten am Ende, an denen eher rundliche bis längliche, dorsifixe und latrorse Antheren stehen. Das Gynoeceum besteht aus drei Fruchtblättern und ist deutlich konisch, behaart. Die Fruchtblätter sind basal frei, apikal aber zu einem langen, schlanken Griffel verwachsen. Die Narbe ist punktförmig. Die Samenanlage setzt basal an und ist anatrop.
Der Pollen ist ellipsoidisch, und symmetrisch oder leicht asymmetrisch. Die Keimöffnung ist ein distaler Sulcus. 

### Früchte und Samen
Die Frucht entwickelt sich aus einem Fruchtblatt. Sie ist sehr groß und kugelig. Die Narbenreste stehen apikal, sind aber kaum sichtbar. Das Perikarp ist massiv entwickelt: das Exokarp ist glatt oder in zahlreiche, niedrige braune Korkwarzen zerfallen. Das Mesokarp ist dick, eher fleischig und häufig von radial verlaufenden Fasern durchzogen. Das Endokarp ist krustenartig. Der Samen setzt seitlich oder nahe der Basis an. Er hat ein massives, homogenes Endosperm. An einer Seite wird das Endosperm aber von einer großen Einbuchtung der Samenschale eingedrückt. Der Embryo sitzt annähernd basal oder seitlich. 
Die Chromosomenzahl ist nicht bekannt.

## Vorkommen
Das Verbreitungsgebiet reicht von Süd-Thailand über die Malaiische Halbinsel bis Sumatra, Borneo, Sulawesi und zu den Molukken.
Auf der Malaiischen Halbinsel, Sumatra und Borneo stellen die Arten auffallende Palmen der Tiefländer dar, die häufig in Süßwasser- und Torf-Sumpfwäldern zu finden sind. Selten sind sie auf nicht vernässten Böden zu finden.

## Systematik
Die Gattung Pholidocarpus wurde 1830 durch Carl Ludwig Blume in Roemer und Schultes Systema vegetabilium: secundum classes, ordines, genera, species, Band 7, Teil 2, Seite 1308 aufgestellt. Typusart ist Pholidocarpus ihur. Der Gattungsname leitet sich von den altgriechischen Wörtern für Schuppe und Frucht ab und bezieht sich auf die korkig-warzigen Früchte der meisten Arten.
Die Gattung Pholidocarpus Blume gehört zur Subtribus Livistoninae der Tribus Trachycarpeae in der Unterfamilie Coryphoideae innerhalb der Familie Arecaceae. Pholidocarpus ist möglicherweise die Schwestergruppe von Johannesteijsmannia.
Es gibt etwa sechs Arten:
- Pholidocarpus ihur (Giseke) Blume: Sie kommt vom nördlichen Sulawesi bis Maluku vor.
- Pholidocarpus kingianus (Becc.) Ridl.: Sie kommt auf der Malaiischen Halbinsel vor.
- Pholidocarpus macrocarpus Becc.: Sie kommt von Thailand bis Sumatra vor.
- Pholidocarpus majadum Becc.: Sie kommt nur auf Borneo vor.
- Pholidocarpus mucronatus Becc.: Sie kommt nur im westlichen Sumatra vor.
- Pholidocarpus sumatranus Becc.: Sie kommt nur im westlichen Sumatra vor.

## Belege